# 王安镇站
王安镇站是京原铁路上的一个铁路车站，该站位于中华人民共和国河北省保定市涞源县王安镇王安村南，建于1971年。现为中国铁路北京局集团有限公司北京西车务段管理的一座四等站，车站仅保留会让及乘降功能，有1对旅客列车停靠，货运仅办理路用货物发送、到达。
車站周邊有王安镇中心小学、王安镇初级中学、王安镇人民政府等。

## 临近车站
王安镇站在京原铁路上行距塔崖驿站6Km，下行距浮图峪站12Km。在京原-丰沙-永丰铁路上行距北京站184Km，在京原铁路下行距原平站259Km。
下行方向距离王安镇站9Km处的小河村旁原设有小河乘降所，供6437/6438次列车临时停靠，现已取消。